# H.C. Andersen (film)
H.C. Andersen (engelska: Hans Christian Andersen) är en amerikansk musikalfilm från 1952 i regi av Charles Vidor. Det är en fiktiv, romantiserad berättelse om den berömda danska diktaren och sagoberättaren H.C. Andersens liv. I titelrollen ses Danny Kaye.
Det är inte en biografisk film och i förtexterna beskrivs den som "not the story of his life, but a fairytale about this great spinner of fairy tales." En stor del av berättelsen berättas genom sång och balett. Filmen innehåller också flera av Andersens mest berömda sagor, däribland Den fula ankungen, Tummelisa, Kejsarens nya kläder och Den lilla sjöjungfrun.

## Rollista i urval
- Danny Kaye - Hans Christian Andersen
- Farley Granger - Niels
- Zizi Jeanmaire - Doro
- Joseph Walsh - Peter
- Philip Tonge - Otto
- Erik Bruhn - husaren i "Ice Skating Ballet"
- Roland Petit - prinsen i "The Little Mermaid"-baletten
- John Brown - skolläraren
- John Qualen - borgmästaren
- Jeanne Lafayette - Celine
- Robert Malcolm - scenvaktmästare
- George Chandler - Gertas far
- Fred Kelsey - första gendarm
- Gil Perkins - andra gendarm
- Peter Votrian - Lars
- Barrie Chase - ballerina i "The Little Mermaid"-baletten
- Sylvia Lewis - ballerina i "The Little Mermaid"-baletten

## Musik i filmen
Alla sånger är skrivna av Frank Loesser:
- "The King's New Clothes", framförs av Danny Kaye
- "The Inch Worm", framförs av Danny Kaye
- "I'm Hans Christian Andersen", framförs av Danny Kaye
- "Wonderful Copenhagen", reprise framförs av Danny Kaye
- "Thumbelina", framförs av Danny Kaye
- "The Ugly Duckling", framförs av Danny Kaye
- "Anywhere I Wander", framförs av Danny Kaye
- "No Two People", framförs av Danny Kaye och Zizi Jeanmaire